# 里玛·乌佳舍娃
里玛·阿米罗芙娜·乌佳舍娃（羅馬化：Rimma Amirovna Utyasheva；1952年1月3日—）是俄罗斯政治人物，第八届国家杜马代表。
1999年，乌佳舍娃获得医学副博士学位。1975年，她开始在乌法担任妇产科医生。1978年至1988年，她担任第四临床妇产医院科室主任。1988年至2008年，她担任副主任医师。2013年，乌佳舍娃成为巴什基尔国立医科大学第一妇产科副教授。2008年至2021年，她担任第四届、第五届和第六届巴什科尔托斯坦共和国国家议会代表。2021年9月起，她担任第八届国家杜马代表。

## 制裁
乌佳舍娃于2022年因俄乌战争而受到英国政府制裁。